# رابرت جیمز
رابرت جیمز (انگلیسی: Robert James; زاده ۱۹۰۹ - درگذشته ۱۹۸۳) کارآفرین اهل ایالات متحده آمریکا بود، که در سال ۱۹۶۲ شرکت ریموند جیمز را تأسیس کرد.